# Annales de la Société Linnéenne de Lyon
Annales de la Société Linnéenne de Lyon (abreviado Ann. Soc. Linn. Lyon) fue una revista con ilustraciones y descripciones botánicas que fue editada en Lyon en dos series en los años 1836-1852; y 1852-1936.

## Publicación
- Serie 1ª Vols. 1-4, 1836-1852;
- Serie 2ª, vols. 1-80, 1852-1936